# Koehler-Escoffier

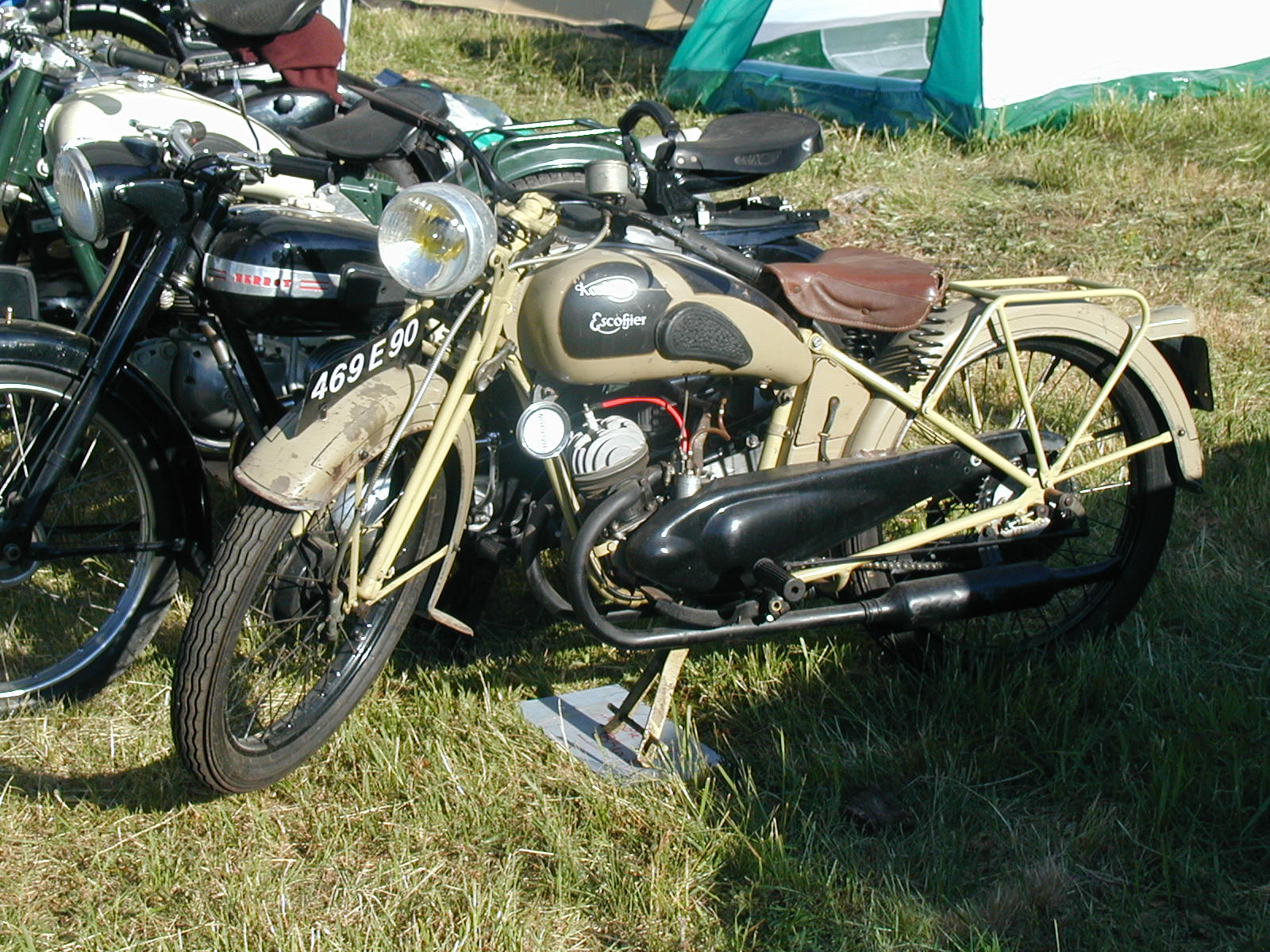
Koehler-Escoffier KS 3 GD van rond 1951 met een 98 cc Villiers-tweetaktmotor

Koehler-Escoffier was tussen 1912-1957 een historisch merk van motorfietsen.
Koehler en Escoffier richtten dit merk op, op 1 november 1912, maar vanaf 1914 sluimerde de productie door het overlijden van Jules Escoffier in de lente van 1914 en de militaire dienst van Marcel Koehler. In die korte periode maakten ze een 500 cc V-twin, de "Mandoline" (de benaming "Mandoline" is men beginnen gebruiken ergens eind de jaren 60, wegens de vorm van de carters van deze motor, maar is nooit een officiële benaming geweest van dit model).
De techniek leek veel op die van de Magnat-Debon eencilinders, waar Jules Escoffier ooit als technieker en testpiloot had gewerkt.
In 1922 werd de merknaam overgenomen door de S.A.M. onder leiding van Raymond Guiguet, (ingenieur en oud-racer van bij Orial op 600cc side-cars) en kwam er een herstart.
Onder de naam SAM bracht Raymond Guiguet in 1924, een tweetakt motorfiets uit die opmerkelijk vooruitstrevend was voor zijn tijd. De benzinetank was een actief onderdeel van de gehele structuur van het frame, het model had trommelremmen op beide wielen, een Burman drieversnellingsbak met hand- en voetbediening. Door financiële problemen werd er maar een bescheiden promotiecampagne gevoerd waardoor dit model niet de aandacht kreeg die het verdiende en geraakte het na 1925 alweer uit de belangstelling. Dit is de enige Koehler-Escoffier-tweetakt, ooit gebouwd. Er zou geen enkel exemplaar van overgebleven zijn.
Het merk werd bekend door zijn successen in de racerij met vooral hun recordsmachine, de 996 cc OHC V-twin met dubbele koningsas en viervoudige uitlaat (later tweevoudige). Hun indertijd bekendste piloot en ongeveer de enige die deze machine (het model werd ook naar hem vernoemd) kon bedwingen, was Eduard Grammont, zoon van een bekende industrieel uit Lyon, beter bekend als "Eddoura", zijn schuilnaam in de racerij.
Deze fenomenale racer liet in 1930, op 24-jarige leeftijd het leven, aan het stuur van een Bugatti 35, achtcilinder tijdens een snelheidswedstrijd op het Circuit du Dauphiné te Grenoble, toe hij aldaar zijn eigen record met de Koehler-Escoffier 996 cc OHC V-twin, wilde verbeteren.
In 1925 volgde naar ontwerp van Raymond Guiguet, een nieuw concept met 249cc, 348cc en 500cc eencilinders met enkele koningsas, speciaal ontwikkeld voor de racerij.
Tussen 1927 en 1929 volgden nog experimenten met Chaise- en Rudge-motoren. Volgens kenners zijn alleen de motoren gebouwd tussen 1912 en 1929, te beschouwen als de echte Koehler-Escoffiers.
In 1929 werd het bedrijf overgenomen door Monet-Goyon die het merk kocht wegens zijn sportieve uitstraling, maar vooral omdat vanaf het jaar 1930, de "Grand Prix" races uitsluitend nog mochten gereden worden met motorfietsen volledig opgebouwd uit Frans materiaal en Monet Goyon toen nog vooral races reed met Engelse Villiers en Zwitserse MAG motoren.
Vanaf 1931 was de 996cc OHC V-twin met dubbele koningsas uitgerust met maar één uitlaat per cilinder en ontwikkelde op een mengsel van benzine/alcohol, de indertijd fabelachtige 78 pk. De kracht van deze machine was zo sterk dat de achterband op de velg moest gelijmd worden om het doordraaien bij de start te voorkomen.
De enige piloot toen, die deze machine kon bedwingen, was "Georges Monneret", een van de grootste motorpiloten ooit van Frankrijk, man die de meeste records en overwinningen (nog steeds) op zijn naam heeft staan.
In de serie productie werden er vanaf 1932, voornamelijk 98- tot 249 cc motorfietsen met Villiers-tweetaktmotoren en eigen door Monet Goyon ontwikkelde blokmotoren ingebouwd.
Gezien de algemene malaise in de Franse motorindustrie, en mede door verkeerd management en de opkomst van de kleine goedkope auto's moest Monet Goyon (zoals zovele andere Franse motormerken), in 1957 de deuren sluiten en ging ook het legendarische merk Koehler-Escoffier mee ten onder.